# Loutehel
Loutehel – miejscowość i gmina we Francji, w regionie Bretania, w departamencie Ille-et-Vilaine.
Według danych na rok 1990 gminę zamieszkiwały 223 osoby, a gęstość zaludnienia wynosiła 31 osób/km² (wśród 1269 gmin Bretanii Loutehel plasuje się na 982. miejscu pod względem liczby ludności, natomiast pod względem powierzchni na miejscu 942.).